# Droga krajowa B93 (Niemcy)
Droga krajowa 93 (niem. Bundesstraße 93, B 93) – niemiecka droga krajowa przebiegająca  z południa na północ od skrzyżowania z drogą B169 w Schneebergu do skrzyżowania z drogą B95 w miejscowości Borna w Saksonii.

## Linki zewnętrzne

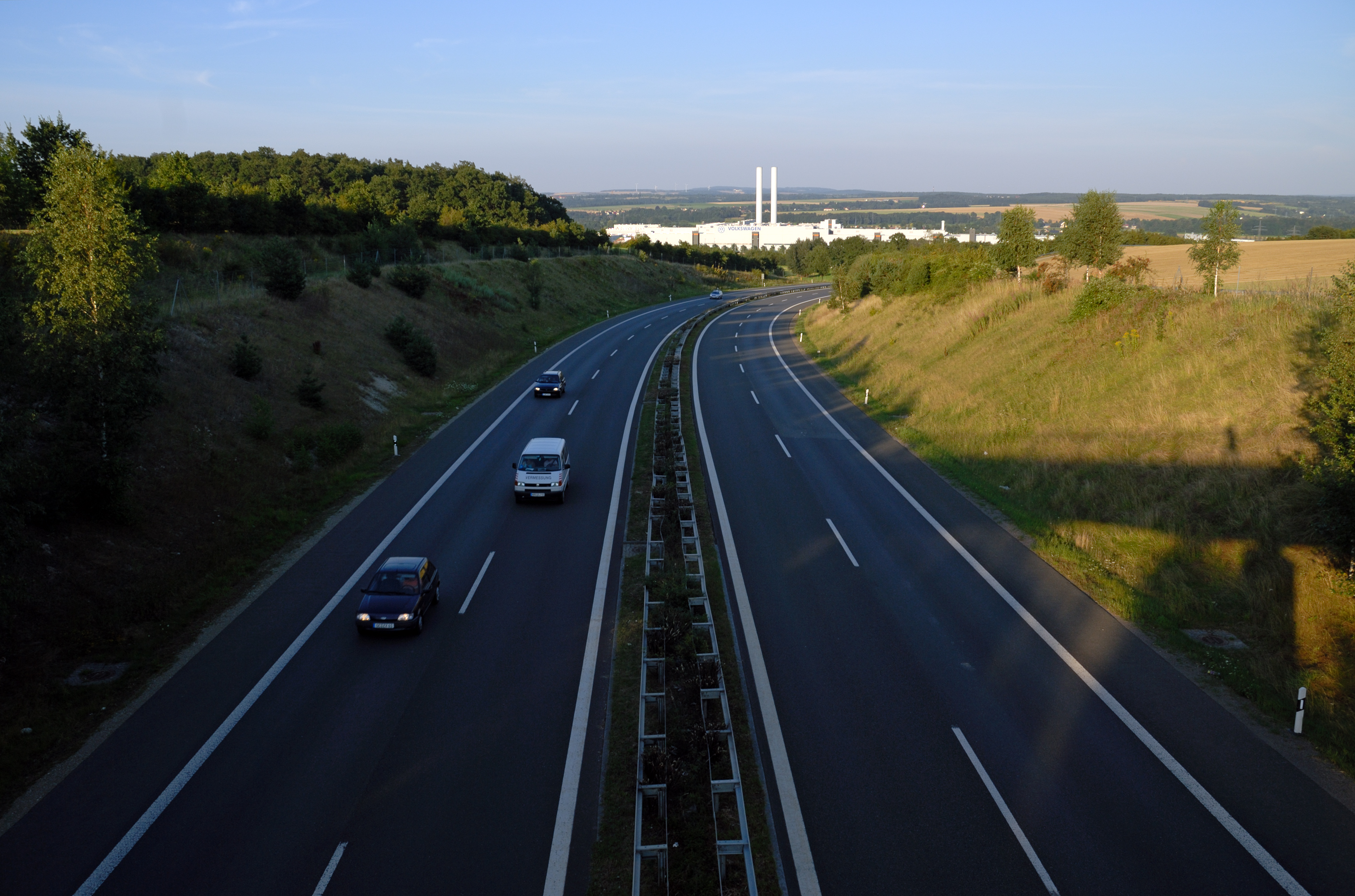
B93 koło Mosel. W tle, zakłady Volkswagena.